# Jarosław Kaczyński

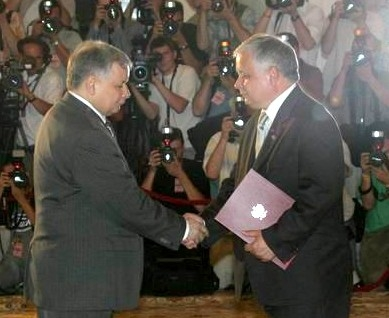
Desygnowanie Jarosława Kaczyńskiego na premiera przez prezydenta Lecha Kaczyńskiego, 14 lipca 2006

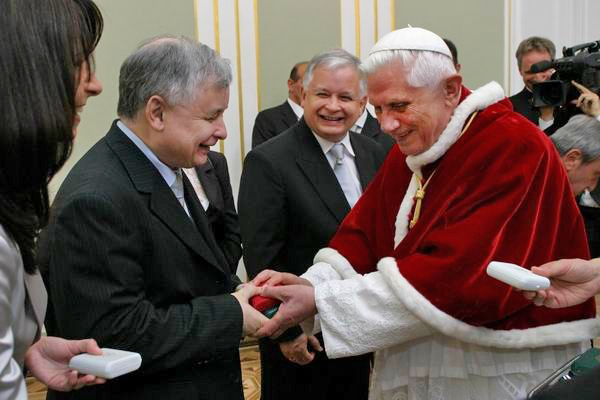
Jarosław Kaczyński i papież Benedykt XVI, obok Lech Kaczyński i Marta Kaczyńska (2006)

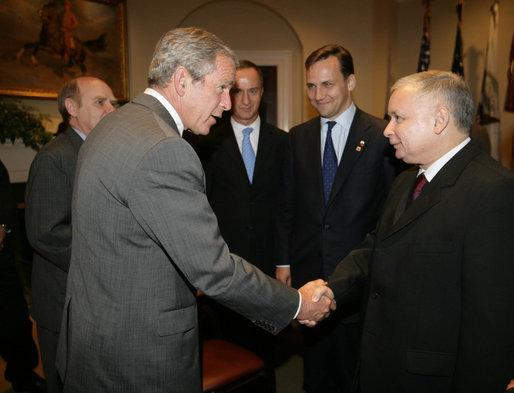
Premier Jarosław Kaczyński i prezydent USA George W. Bush, wizyta w Białym Domu (2006)

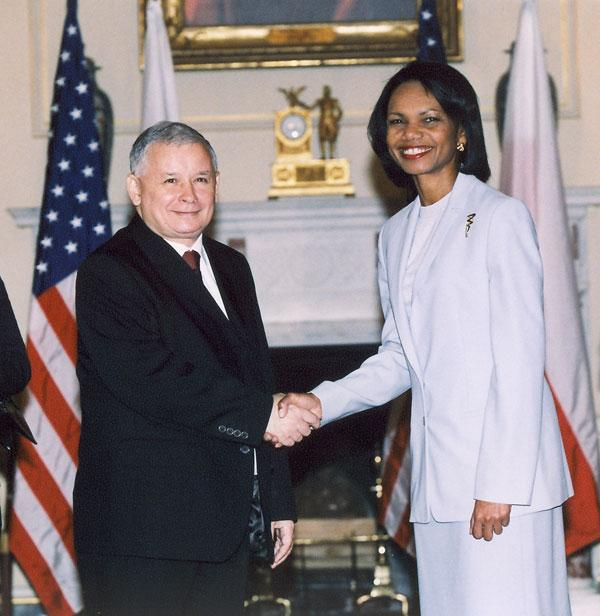
Jarosław Kaczyński i Condoleezza Rice (2006)

Jarosław Aleksander Kaczyński (ur. 18 czerwca 1949 w Warszawie) – polski polityk i doktor nauk prawnych, w latach 2006–2007 prezes Rady Ministrów,  
W okresie PRL działacz opozycji politycznej. Senator I kadencji (1989–1991), poseł na Sejm I, III, IV, V, VI, VII, VIII, IX i X kadencji (1991–1993, od 1997). Od 2003 prezes partii Prawo i Sprawiedliwość, w latach 2020–2022 i w 2023 wiceprezes Rady Ministrów, w latach 2020–2022 przewodniczący Komitetu Rady Ministrów do spraw Bezpieczeństwa Narodowego i spraw Obronnych. Kandydat na urząd prezydenta RP w przedterminowych wyborach prezydenckich w 2010.
Od czasu wygranych przez Prawo i Sprawiedliwość wyborów parlamentarnych w 2015 roku do utworzenia trzeciego rządu Donalda Tuska, będąc posłem na Sejm RP, a także wicepremierem, był uważany za jedną z najbardziej wpływowych osób w Polsce.

## Życiorys

### Dzieciństwo
Urodził się w Warszawie na Żoliborzu. Jego ojciec, Rajmund Kaczyński, z zawodu inżynier, był żołnierzem Armii Krajowej i uczestnikiem powstania warszawskiego. Matka, Jadwiga z domu Jasiewicz, należała do Szarych Szeregów, z wykształcenia była filologiem polskim (zawodowo związana z Instytutem Badań Literackich Polskiej Akademii Nauk).
Jego starszym bratem bliźniakiem był Lech Kaczyński, późniejszy prezydent RP. W 1962 bracia zagrali role Jacka (Jarosław) i Placka (Lech) w filmie O dwóch takich, co ukradli księżyc w reżyserii Jana Batorego, ekranizacji powieści pod tym samym tytułem Kornela Makuszyńskiego.

### Wykształcenie i działalność zawodowa

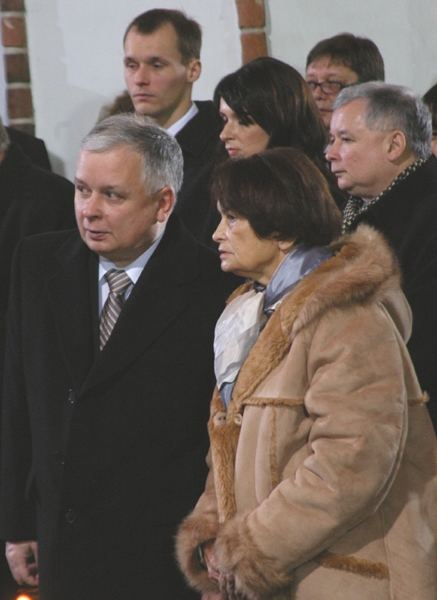
Jarosław Kaczyński, matka Jadwiga Kaczyńska, brat Lech Kaczyński, Marta Kaczyńska

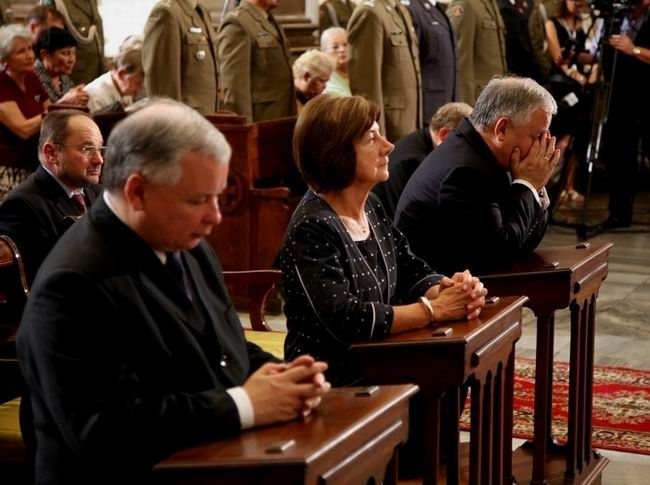
Jarosław Kaczyński z prezydentem Lechem Kaczyńskim i Pierwszą Damą Marią Kaczyńską

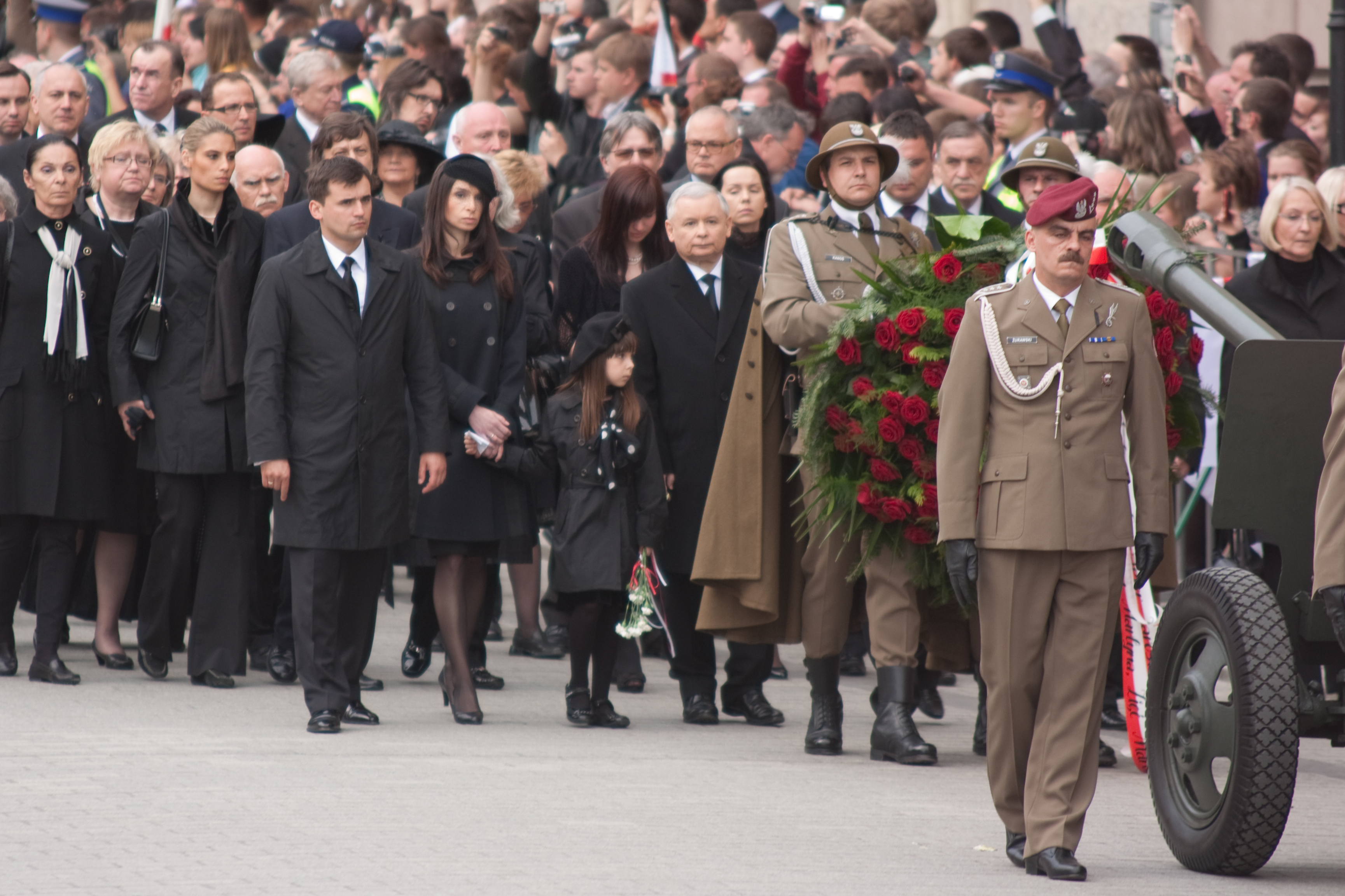
Jarosław Kaczyński na pogrzebie pary prezydenckiej Lecha i Marii Kaczyńskich, Kraków, 18 kwietnia 2010

Uczęszczał początkowo do XLI Liceum Ogólnokształcącego im. Joachima Lelewela w Warszawie. Nie zdał tam do następnej klasy, jednak „po odkręceniu tego” zmienił szkołę i ostatecznie ukończył w 1967 XXXIII Liceum Ogólnokształcące im. Mikołaja Kopernika w tymże mieście. W 1971 uzyskał tytuł magistra na Wydziale Prawa i Administracji Uniwersytetu Warszawskiego. Na tym samym roku studiowali z nim m.in. jego brat Lech, Andrzej Rzepliński, Marek Safjan, Bogusław Wołoszański i Mirosław Wyrzykowski. 8 grudnia 1976 na WPiA UW obronił pracę doktorską pt. Rola ciał kolegialnych w kierowaniu szkołą wyższą. Jego promotorem był Stanisław Ehrlich, a w przewodzie doktorskim recenzowali ją Ryszard Malinowski, Michał Pietrzak i Wiesław Skrzydło.
W 1971 uzyskał miejsce na aplikacji prokuratorskiej w Warszawie, której jednak nie rozpoczął. W latach 1971–1976 zatrudniony był jako pracownik naukowy w Międzyuczelnianym Zakładzie Badań nad Szkolnictwem Wyższym, który w 1973 przekształcono w Instytut Polityki Naukowej i Szkolnictwa Wyższego. Później, do 1981, pracował jako adiunkt w białostockiej filii Uniwersytetu Warszawskiego. W latach 1982–1983 był zatrudniony w Bibliotece Uniwersyteckiej w Warszawie na etacie starszego bibliotekarza.
W 1990 był współzałożycielem Fundacji Prasowej „Solidarność”. W tym samym roku wszedł (obok m.in. Lecha Kaczyńskiego, Macieja Zalewskiego, Andrzeja Urbańskiego i Krzysztofa Czabańskiego) w skład władz spółki akcyjnej Telegraf, po czym w 1991 zbył akcje tej spółki na rzecz Macieja Zalewskiego. W 1993 prokurator przedstawił mu zarzut nielegalnego finansowania Porozumienia Centrum przez Fundację Prasową „Solidarność”. Sprawa została ostatecznie umorzona w 2000. W latach 1994–1997 Jarosław Kaczyński kierował działem wydawniczym w spółce z o.o. „Srebrna”. Objął następnie funkcję przewodniczącego rady fundacji Instytut im. Lecha Kaczyńskiego, która jest właścielem Srebrnej.

### Działalność polityczna w Polskiej Rzeczypospolitej Ludowej
W 1968 był wśród studentów biorących udział w wiecach organizowanych w ramach tzw. wydarzeń marcowych. W 1976, po tzw. wydarzeniach czerwcowych, rozpoczął współpracę z Komitetem Obrony Robotników, następnie z Biurem Interwencyjnym Komitetu Samoobrony Społecznej „KOR”, kierowanym przez Zofię i Zbigniewa Romaszewskich. Od 1979 należał do redakcji kierowanego przez Antoniego Macierewicza niezależnego miesięcznika „Głos”.
W sierpniu 1980 utrzymywał kontakty ze strajkującymi we Wrocławiu. We wrześniu tego samego roku zaangażował się w działalność Niezależnego Samorządnego Związku Zawodowego „Solidarność”, kierował sekcją prawną Ośrodka Badań Społecznych przy Regionie Mazowsze. Wraz z Janem Olszewskim i Antonim Macierewiczem otworzył w Warszawie punkt informacyjny z poradami prawnymi dla osób zakładających związki zawodowe. W 1981 podpisał deklarację założycielską Klubów Służby Niepodległości.
W latach 1979–1982 był rozpracowywany przez kilka komend wojewódzkich Milicji Obywatelskiej w ramach spraw operacyjnego sprawdzenia. 13 grudnia 1981, po ogłoszeniu stanu wojennego, dotarł do strajkujących w Hucie Warszawa. Zajmował się później dystrybucją wydawnictw podziemnych, brał udział w reaktywowaniu „Głosu”, gdzie publikował pod pseudonimem Stanisław Staszek. W 1982 był jednym z założycieli Komitetu Helsińskiego w Polsce. Należał do autorów raportu o łamaniu praw człowieka w Polsce w stanie wojennym prezentowanego w 1983 na Konferencji Bezpieczeństwa i Współpracy w Madrycie, a w 1989 do założycieli Helsińskiej Fundacji Praw Człowieka. W 1983 nawiązał współpracę z niejawnymi władzami NSZZ „S” – Tymczasową Komisją Koordynacyjną, został kierownikiem Biura Społeczno-Politycznego TKK „S”. Publikował w podziemnych pismach „Przegląd Polityczny” i „Głos Ursusa”. Od 1987 był sekretarzem Krajowej Komisji Wykonawczej NSZZ „Solidarność”. Uczestniczył w pracach działającego legalnie od sierpnia 1988 Klubu Myśli Politycznej „Dziekania”. W trakcie strajków w 1988 w maju i sierpniu doradzał, razem z bratem Lechem Kaczyńskim, strajkującym w Stoczni Gdańskiej im. Lenina.
Od 1988 należał do Komitetu Obywatelskiego „Solidarność”. W obradach Okrągłego Stołu uczestniczył w zespole ds. reform politycznych. W lipcu i sierpniu 1989 był ze strony NSZZ „Solidarność” członkiem zespołu ds. negocjacji ze Stronnictwem Demokratycznym i Zjednoczonym Stronnictwem Ludowym w sprawie powołania koalicyjnego rządu.

### Działalność polityczna w III RP

#### Lata 1989–2005
W latach 1989–1990 był redaktorem naczelnym „Tygodnika Solidarność”, zastępując na tym stanowisku Tadeusza Mazowieckiego, który desygnowany został na premiera. Sprawował również kontrolę nad Expressem Wieczornym. W 1990 w porozumieniu z członkami episkopatu zakładał Fundację Prasową Solidarność, wraz z Krzysztofem Czabańskim, Maciejem Zalewskim i Sławomirem Siwkiem, zostając jej fundatorem. Został przewodniczącym Rady Fundacji. W grudniu 1990 Lech Wałęsa uczynił go szefem swej kancelarii. Z inicjatywy jednego z jego współpracowników Fundacja podpisała umowę dzierżawy z Expressem Wieczornym, co pozwoliło później przejąć majątek gazety, co pozwoliło dalej rozwijać działalność polityczną. Kaczyński reprezentował potem Niezależne Zrzeszenie Studentów i tworzył Porozumienie Centrum. NIK zarzuciła partii nielegalne finansowanie kampanii z pieniędzy Expressu Wieczornego, jednak oskarżenie nie doprowadziło do skazania.
W latach 1989–1991 zasiadał w Senacie I kadencji. Mandat uzyskał w województwie elbląskim, kandydując z rekomendacji Komitetu Obywatelskiego „Solidarność”. W Senacie był członkiem Obywatelskiego Klubu Parlamentarnego. Następnie do 30 maja 1993 sprawował mandat posła na Sejm I kadencji, wybranego z listy Porozumienia Obywatelskiego Centrum w okręgu warszawskim. 29 stycznia 1993 był jednym z organizatorów tzw. marszu na Belweder, domagając się ustąpienia Lecha Wałęsy i dekomunizacji. Na początku 1993 kierowane przez niego PC zainicjowało ruch Komitetów Obrony Demokracji, powołany w celu obalenia prezydentury Lecha Wałęsy. Wskutek nieprzekroczenia przez Porozumienie Centrum progu wyborczego nie uzyskał reelekcji w przyśpieszonych wyborach w 1993. Jako pierwszy zgłosił kandydaturę prof. Adama Strzembosza w wyborach prezydenckich 1995, po czym wycofał swoje poparcie.
W 1993 udał się z konwojem pomocy humanitarnej do Sarajewa.
Ponownie zasiadł w Sejmie III kadencji w 1997, jako kandydat Ruchu Odbudowy Polski z okręgu warszawskim, podczas gdy jego ugrupowanie należało do Akcji Wyborczej Solidarność. Odszedł krótko po rozpoczęciu kadencji z koła ROP i został posłem niezrzeszonym. 30 grudnia 1997 ustąpił z funkcji szefa PC, a w 1998 odszedł z partii. Wrócił do niej w 1999 i w październiku tego samego roku został wybrany na honorowego prezesa ugrupowania. Wspólnie z Ludwikiem Dornem w styczniu 2000 ponownie przystąpił do koła parlamentarnego ROP (wówczas reaktywowanego, a w marcu tego samego roku przemianowanego na koło ROP-PC), w którym zasiadał do lipca 2001.
W 2001 wraz z Lechem Kaczyńskim współtworzył partię Prawo i Sprawiedliwość, która w wyborach parlamentarnych w 2001 zdobyła 9,5% głosów i 44 mandaty poselskie. Jarosław Kaczyński utrzymał miejsce w Sejmie, uzyskując w okręgu warszawskim 144 343 głosy. W latach 2001–2003 był członkiem Komisji Etyki oraz przewodniczącym klubu parlamentarnego PiS. W 2003 objął stanowisko prezesa tego ugrupowania, zastępując swojego brata, który został wybrany na urząd prezydenta miasta stołecznego Warszawy.

#### Sejm V kadencji
W 2005 Prawo i Sprawiedliwość pod jego przewodnictwem wygrało wybory parlamentarne, a on sam uzyskał mandat poselski z najlepszym indywidualnym wynikiem 171 129 głosów w okręgu warszawskim. Nie podjął się misji tworzenia nowego rządu, wskazując z ramienia partii na to stanowisko Kazimierza Marcinkiewicza, co zbiegało się w czasie z drugą turą wyborów prezydenckich, w której znalazł się jego brat. 28 grudnia 2005 otrzymał od Lecha Kaczyńskiego nominację na członka Rady Bezpieczeństwa Narodowego.
W połowie 2006 planował ujawnienie dokumentów ze swojej „teczki”, założonej mu przez funkcjonariuszy Służby Bezpieczeństwa. Deklarację takiego zamiaru ogłosił kilka miesięcy wcześniej, następnie jednak tłumaczył, że nie może tego uczynić, gdyż są w niej ślady ingerencji pułkownika Jana Lesiaka. Dwie znajdujące się w niej deklaracje lojalności zostały uznane za podrobione nie później niż w 1993, zaś postępowanie przygotowawcze w tej sprawie zostało umorzone w 2008 w związku z przedawnieniem karalności. Po raz pierwszy o jego rzekomej lojalce poinformował tygodnik „Nie”, którego redakcja przyznała, że dokument ten był sfałszowany. Instytut Pamięci Narodowej uznał, że oświadczenie o zaniechaniu szkodliwej dla PRL działalności znajdujące się w tomie 2 Kwestionariusza Ewidencyjnego pod pseudonimem JAR, zostało sfałszowane. W 2010 Sąd Okręgowy w Warszawie wydał orzeczenie stwierdzające, że Jarosław Kaczyński jako kandydat w wyborach prezydenckich złożył oświadczenie lustracyjne zgodne z prawdą.

#### Prezes Rady Ministrów
Po podaniu się do dymisji przez Kazimierza Marcinkiewicza, 7 lipca 2006 Jarosław Kaczyński uzyskał formalną rekomendację kierowanej przez siebie partii na objęcie stanowiska prezesa Rady Ministrów. Trzy dni później Lech Kaczyński desygnował go na ten urząd. Jako nowy premier powołał gabinet w ramach koalicji PiS-Samoobrona-LPR w składzie tożsamym z dotychczasowym rządem (wyłączywszy zmianę na stanowisku ministra finansów, na którym Pawła Wojciechowskiego zastąpił Stanisław Kluza). 14 lipca prezydent dokonał zaprzysiężenia Rady Ministrów, a 19 lipca Sejm udzielił nowemu rządowi wotum zaufania.
22 września 2006 Lech Kaczyński na jego wniosek po raz pierwszy odwołał wicepremiera i ministra rolnictwa i rozwoju wsi, Andrzeja Leppera; Jarosław Kaczyński został pełniącym obowiązki szefa tego resortu do 16 października, to znaczy do czasu powrotu lidera Samoobrony do rządu.
1 października tego samego roku, w trakcie powyższego kryzysu rządowego, na wiecu poparcia dla jego partii w Stoczni Gdańskiej przyrównał przeciwników rządu do funkcjonariuszy Zmotoryzowanych Odwodów Milicji Obywatelskiej, którzy w czasach PRL tłumili protesty robotników. Sygnatariusze porozumień sierpniowych, w tym Lech Wałęsa, wystosowali otwarty list, w którym napisali: Niech Pan cofnie to oskarżenie, wycofa się ze słów, które ranią wielu Polaków.
26 kwietnia 2007 stanął na czele Komitetu Organizacyjnego Euro 2012. Na początku lipca tego samego roku odwołał ze składu rządu Andrzeja Leppera i Tomasza Lipca, a 8 sierpnia odwołał ministra spraw wewnętrznych i administracji, Janusza Kaczmarka, w związku z aferą gruntową, desygnując na to stanowisko Władysława Stasiaka.
We wrześniu 2007 w okresie kryzysu politycznego i czasowym zdymisjowaniu członków swojego rządu przez kilka dni wykonywał obowiązki ministra spraw zagranicznych, ministra finansów, ministra rozwoju regionalnego, ministra skarbu państwa, ministra transportu, ministra zdrowia, ministra nauki i szkolnictwa wyższego, ministra obrony narodowej, ministra środowiska, ministra kultury i dziedzictwa narodowego, ministra gospodarki oraz ministra sprawiedliwości i Prokuratora Generalnego.
Jako premier złożył kilkanaście wizyt zagranicznych, spotykając się z przedstawicielami władz innych państw. Razem z Lechem Kaczyńskim prowadził negocjacje z europejskimi przywódcami ws. traktatu lizbońskiego, deklarując poparcie dla tak zwanego systemu pierwiastkowego.

#### Sejm VI kadencji
Był liderem listy Prawa i Sprawiedliwości w przedterminowych wyborach do Sejmu VI kadencji w okręgu warszawskim. W trakcie kampanii Julia Pitera publicznie zarzuciła mu, że dwa lata wcześniej próbował szantażem skłonić ją do głosowania za udzieleniem absolutorium Lechowi Kaczyńskiemu, pełniącemu wówczas funkcję prezydenta m.st. Warszawy.
W głosowaniu z 21 października 2007 otrzymał 273 684 głosy i uzyskał mandat poselski. Był to drugi pod względem liczby głosów wynik w okręgu warszawskim – najwięcej głosów (534 241) zdobył lider Platformy Obywatelskiej, Donald Tusk.
5 listopada tego samego roku złożył w Sejmie dymisję z urzędu prezesa Rady Ministrów, która w tym samym dniu została przyjęta przez prezydenta. Rada Ministrów pod jego kierownictwem sprawowała obowiązki do 16 listopada 2007, tj. do dnia zaprzysiężenia rządu Donalda Tuska.
Pozostał prezesem PiS na kongresie partii na początku 2008. W Sejmie VI kadencji zasiadł w Komisji Odpowiedzialności Konstytucyjnej, Komisji do Spraw Kontroli Państwowej i Komisji Łączności z Polakami za Granicą. W marcu 2010 zdecydowaną większością głosów delegatów na kongres tej partii ponownie wybrany na prezesa PiS.

#### Wybory prezydenckie w 2010
26 kwietnia 2010 ogłosił, że będzie kandydował z ramienia Prawa i Sprawiedliwości w przedterminowych wyborach prezydenckich, rozpisanych po śmierci jego brata w katastrofie lotniczej w Smoleńsku. Szefem sztabu jego komitetu wyborczego została Joanna Kluzik-Rostkowska, zaś rzecznikiem sztabu – Paweł Poncyljusz. 6 maja 2010 przedstawiciele komitetu wyborczego złożyli w Państwowej Komisji Wyborczej dokumenty rejestracyjne, deklarujące zebrane 1,65 mln podpisów poparcia dla kandydata. Dzień później Jarosław Kaczyński oficjalnie został zarejestrowany jako kandydat na urząd Prezydenta RP.
Poparcia jego kandydaturze udzieliły Komisja Krajowa NSZZ „Solidarność” (29 kwietnia 2010), kierowany przez jednego z senatorów PiS NSZZ „Solidarność” Rolników Indywidualnych (28 kwietnia 2010), Europa Wolnych Ojczyzn – Partia Polska (3 maja 2010), Ruch Odbudowy Polski (6 maja 2010). 8 maja 2010 otrzymał poparcie ze strony partii Polska Plus, przeciwko czemu zaprotestował kierujący kołem poselskim tego ugrupowania Ludwik Dorn, który wystąpił z ugrupowania, popierając kandydaturę Marka Jurka.
Powołano warszawski społeczny komitet poparcia dla Jarosława Kaczyńskiego. Podobne komitety zaczęto powoływać w kolejnych województwach i powiatach, a także poza granicami Polski. Poparcie dla Jarosława Kaczyńskiego zadeklarowała „Gazeta Polska”. Hasłem kampanii kandydata było „Polska jest najważniejsza”.
Po wiecu wyborczym z 9 czerwca Jarosław Kaczyński został pozwany przez komitet wyborczy Bronisława Komorowskiego, w związku z jego wypowiedzią, w której stwierdził, jakoby jego konkurent popierał prywatyzację służby zdrowia. Sąd Okręgowy w Warszawie w trybie wyborczym uwzględnił powództwo, nakazując kandydatowi PiS, po uprawomocnieniu się wyroku, sprostowanie tej informacji jako nieprawdziwej. Komitet wyborczy Jarosława Kaczyńskiego złożył zażalenie na to orzeczenie do Sądu Apelacyjnego, który częściowo je uchylił, kierując sprawę do ponownego rozpoznania. Po ponownym rozpoznaniu sprawy Sąd Okręgowy w Warszawie ponownie nakazał sprostowanie podawanej przez Jarosława Kaczyńskiego informacji jako nieprawdziwej, Sąd Apelacyjny nie uwzględnił jego odwołania.
W pierwszej turze wyborów prezydenckich z 20 czerwca 2010 uzyskał 6 128 255 głosów (36,46%), zajmując 2. miejsce spośród 10 pretendentów. Wszedł do drugiej tury głosowania razem z Bronisławem Komorowskim, który uzyskał poparcie na poziomie 41,54%. Spośród kandydatów, którzy odpadli w pierwszej turze, oddanie na niego głosu zadeklarowali Marek Jurek, Kornel Morawiecki oraz Janusz Korwin-Mikke. W drugiej turze głosowania Jarosław Kaczyński uzyskał 7 919 134 głosów ważnych, tj. 46,99%, przegrywając z Bronisławem Komorowskim.

#### Działalność od 2010

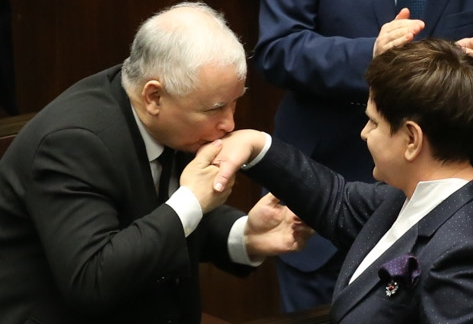
Jarosław Kaczyński i premier Beata Szydło w Sejmie podczas wotum nieufności dla rządu, 7 kwietnia 2017

W wyborach parlamentarnych w 2011 Jarosław Kaczyński ponownie startował do Sejmu jako lider listy PiS w okręgu stołecznym. Uzyskał mandat posła VII kadencji, otrzymując 202 297 głosów. Ponownie był to drugi wynik w okręgu warszawskim oraz w kraju (za Donaldem Tuskiem – 374 920 głosów). W trakcie kampanii wyborczej została wydana jego książka Polska naszych marzeń, zawierająca m.in. jego program wyborczy. 29 czerwca 2013 kolejny raz wybrany na stanowisko prezesa partii.
11 listopada 2014 ogłosił, że zarekomenduje partii decyzję, aby kandydatem Prawa i Sprawiedliwości w wyborach prezydenckich w 2015 został Andrzej Duda, który zwyciężył w drugiej turze tych wyborów. 20 czerwca 2015 ogłosił natomiast, że kandydatką PiS na premiera po wyborach parlamentarnych w 2015 będzie Beata Szydło. W wyborach tych PiS uzyskało bezwzględną liczbę mandatów w Sejmie, a Jarosław Kaczyński został wybrany na posła w okręgu stołecznym, zdobywając 202 424 głosy. Również tym razem był to drugi wynik w okręgu warszawskim oraz w kraju (za Ewą Kopacz – 230 894 głosów). Kierowane przez niego ugrupowanie utworzyło następnie gabinet z Polską Razem i Solidarną Polska z premier Beatą Szydło. Sam Jarosław Kaczyński nie objął żadnej funkcji w strukturach administracji rządowej, Sejmu ani klubu parlamentarnego PiS, a mimo to uznawany jest przez wielu komentatorów za kluczową postać w państwie. 2 lipca 2016 został ponownie wybrany na stanowisko prezesa Prawa i Sprawiedliwości. W 2019 utrzymał mandat poselski z wynikiem 248 935 głosów, a PiS zachowało bezwzględną większość sejmową.
6 października 2020 objął funkcję wiceprezesa Rady Ministrów w rekonstruowanym drugim rządzie Mateusza Morawieckiego. Został także przewodniczącym Komitetu Rady Ministrów do spraw Bezpieczeństwa Narodowego i spraw Obronnych. Jako wicepremier rady ministrów i szef koalicji rządzącej realizował politykę, której skutkiem były zmiany w działaniu Trybunału Konstytucyjnego, co spotkało się z oskarżeniami opozycji o nielegalne przejęcie Trybunału i obsadzenie politycznymi nominatami. 3 lipca 2021 został wybrany prezesem PiS na kolejną kadencję.

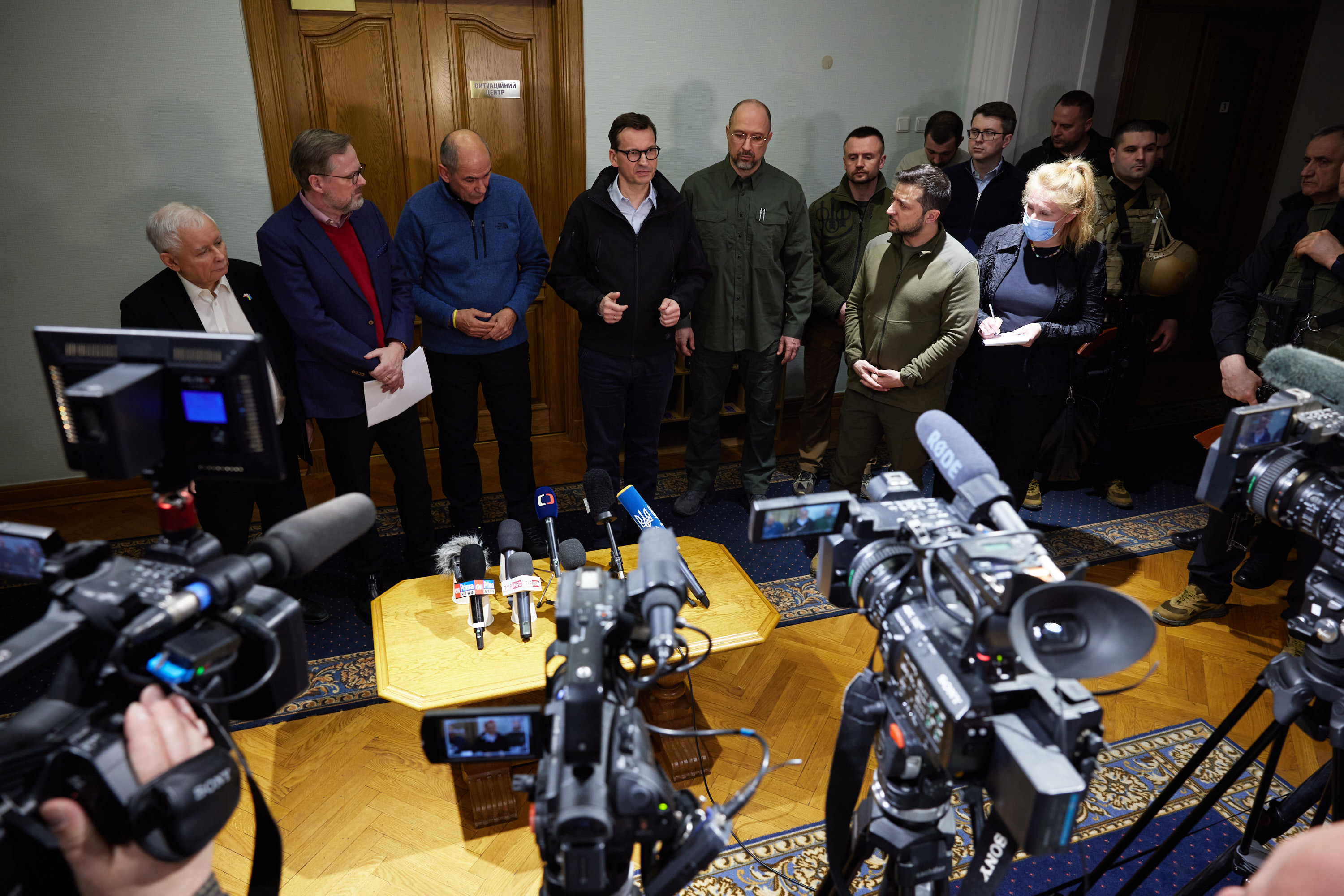
Jarosław Kaczyński w pierwszej od inwazji delegacji u Wołodymyra Zełenskiego, Kijów, 15 marca 2022 roku. Do ostrzeliwanego miasta delegacja dotarła koleją

Po inwazji Rosji na Ukrainę 24 lutego 2022, 15 marca tego samego roku wraz z premierem Mateuszem Morawieckim, premierami Petrem Fialą (Czechy), Janezem Jansą (Słowenia) Kaczyński dotarł pociągiem do ostrzeliwanego przez Rosjan Kijowa. Na spotkaniu z prezydentem Ukrainy Wołodymyrem Zełenskim Kaczyński wezwał NATO do powołania pokojowej misji o charakterze militarnym w celu zatrzymania mordów na ukraińskiej ludności cywilnej. Apel Kaczyńskiego był szeroko komentowany na świecie. W Kijowie Kaczyński zaznaczył, że misje rozjemcze, również prowadzące działania militarne, odbywały się wcześniej i nie wymagają członkostwa państwa, na którego terytorium są prowadzone. Przykładem była interwencja NATO podczas konfliktu serbsko–kosowskiego w latach 1996–1999, kiedy to myśliwce NATO (głównie amerykańskie), bombardowały serbskie transporty militarne. Dziękując za wizytę prezydent Ukrainy zaznaczył, że ambasadorzy wielu państw opuścili już dawno Kijów, natomiast w mediach odrzucił możliwość misji pokojowej zaproponowanej przez Kaczyńskiego mówiąc, że Ukraina nie potrzebuje zamrożonego konfliktu na terytorium swojego państwa. W osobistym wystąpieniu bezpośrednio Kaczyńskiemu dziękował też mer Kijowa, Witalij Kłyczko. Formalne złożenie wniosku o powołanie pokojowej misji NATO w Ukrainie zapowiedział trzy dni później premier Mateusz Morawiecki, wskazując również na pojawienie się pozytywnej reakcji rządu Danii. Media światowe w przeszłości odnotowywały zaangażowanie Kaczyńskiego w 2013 podczas Euromajdanu. 1 czerwca 2022 Wołodymyr Zełenski odznaczył go Orderem Księcia Jarosława Mądrego drugiej klasy.
Jako wiceprezes Rady Ministrów oraz Przewodniczący Komitetu Rady Ministrów do spraw Bezpieczeństwa Narodowego i spraw Obronnych był autorem Ustawy o obronie Ojczyzny, przyjętej przez Parlament RP w marcu 2022 a podpisanej przez Prezydenta RP Andrzeja Dudę 18 marca 2022.
Prezydent Andrzej Duda na jego własną prośbę odwołał go z funkcji wicepremiera postanowieniem z 17 czerwca 2022; o czym poinformował dzień później w rozmowie w PAP. Kaczyński przestał wówczas pełnić również funkcję przewodniczącego rządowego komitetu ds. bezpieczeństwa.
21 czerwca 2023 został ponownie powołany na stanowisko wicepremiera, zastępując czterech polityków dotychczas pełniących tę funkcję.
W wyborach w 2023 uzyskał mandat posła na Sejm X kadencji jako lider kieleckiej listy PiS, zdobywając 177 228 głosów. Prawo i Sprawiedliwość otrzymało w nich największą liczbę mandatów i jako pierwsza od 1989 roku partia wygrała wybory parlamentarne po raz trzeci z rzędu, lecz w przeciwieństwie do wyborów w 2015 i 2019, jej komitet nie uzyskał większości mandatów, co de facto oznaczało utratę władzy. 27 listopada tego samego roku zakończył pełnienie funkcji wicepremiera. Jak przyznał w wywiadzie dla Polskiej Agencji Prasowej był autorem pomysłu składu trzeciego rządu Mateusza Morawieckiego – gabinetu utworzonego i zaprzysiężonego, mimo większości parlamentarnej uzyskanej przez opozycję, który po czternastu dniach upadł nie uzyskawszy wotum zaufania.

## Krytyka i kontrowersje

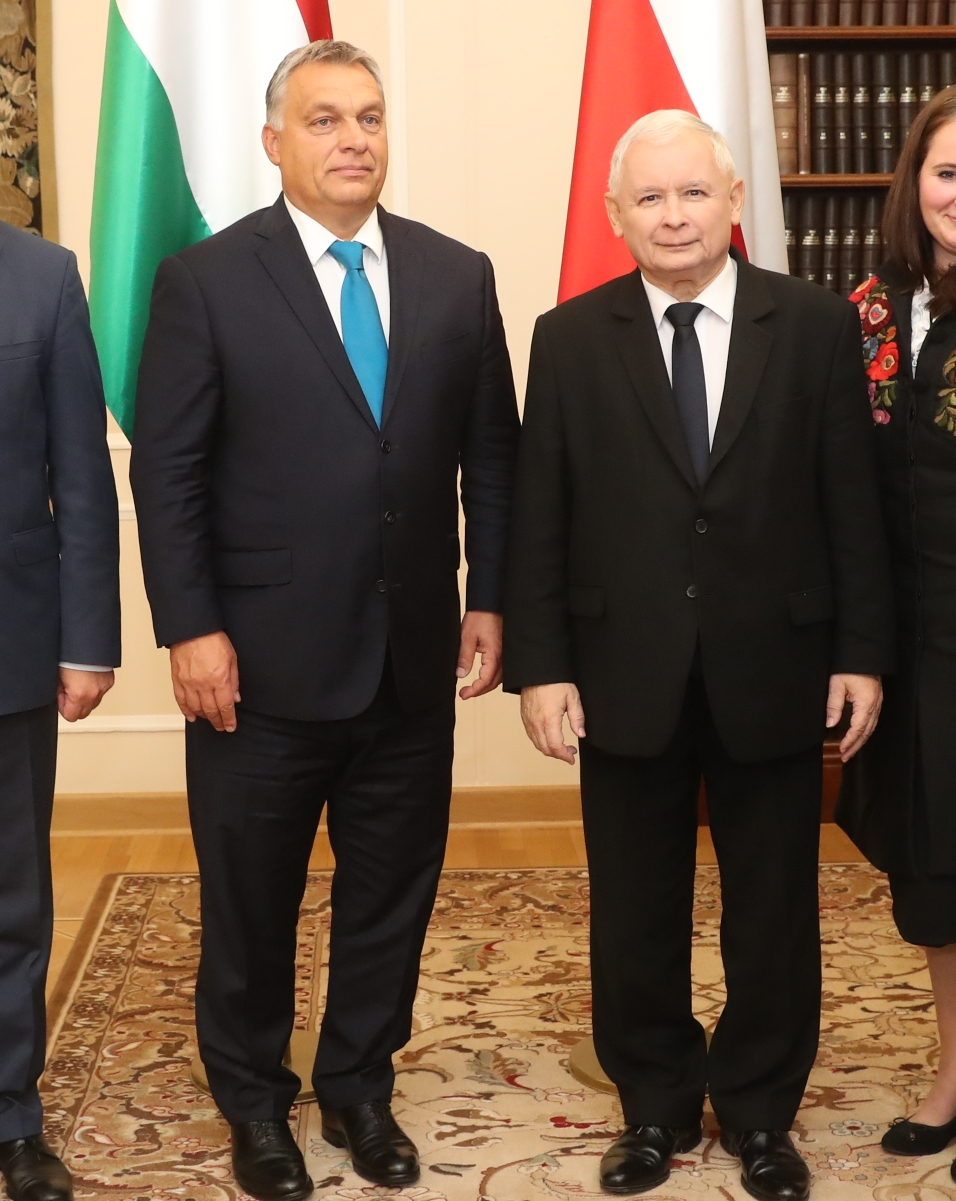
Jarosław Kaczyński i Viktor Orbán (2017)

Jako prezes Prawa i Sprawiedliwości oraz poseł na Sejm RP uważany jest za jednego z najbardziej wpływowych polityków w kraju. W czasie rządów kierowanej przez niego partii pojawiły się m.in. głosy mówiące o łamaniu w Polsce praworządności, nastąpił kryzys wokół Trybunału Konstytucyjnego, a także wybuchła afera związana z nielegalną inwigilacją przez służby specjalne polityków opozycji oprogramowaniem Pegasus oraz afera wizowa. Z zasady obiektywne media publiczne, Telewizja Polska i Polskie Radio, zdaniem wielu niezależnych obserwatorów jawnie popierają rząd i krytykują opozycję, a kierowane są przez osoby bezpośrednio lub pośrednio związane z reprezentowaną przez niego opcją polityczną. Pejoratywne określenie ideologii Kaczyńskiego, stosowane przez niektórych przeciwników jego polityki, to „kaczyzm”.
Polityk krytykowany był za niektóre wypowiedzi formułowane pod adresem opozycji parlamentarnej, a także wielokrotnie oskarżany przez nią o stosowanie mowy nienawiści i nadużycia władzy, a także wypowiedzi o charakterze homofobicznym. Ponadto polityk był oskarżany o obrażanie niezależnych mediów.
W 2019 opublikowane zostały nagrania, na których Kaczyński omawia z biznesmenem planowaną budowę komercyjnych budynków. Głosy krytyczne podnosiły, że polityk w ogóle nie powinien takich rozmów przeprowadzać, gdyż stoją w sprzeczności z duchem ustawy omawiającej finansowanie partii politycznych, negatywnie oceniały takie związki polityki z biznesem, a zwłaszcza uzależnianie sukcesu planowanego biznesu od sukcesu politycznego PiS. Z kolei zwolennicy Kaczyńskiego zwracali uwagę na kulturę wypowiedzi, brak przekleństw i brak złamania litery prawa przez Kaczyńskiego. Zwrócono również uwagę na podporządkowanie systemu bankowego władzy politycznej, umożliwiające reprezentującym ją ludziom usługi bankowe niedostępne dla innych obywateli bądź w niezależnych od władzy bankach. Rozważano także możliwość spowodowania przez ujawnienie nagrań kryzysu politycznego władzy PiS.
10 kwietnia 2020, w dniu 10. rocznicy katastrofy smoleńskiej, pomimo panującej w Polsce pandemii COVID-19 i obostrzeń wprowadzonych w związku z nią, Jarosław Kaczyński wraz z grupą polityków udał się na zamknięty dla ogółu społeczeństwa Cmentarz Powązkowski w Warszawie, wjeżdżając na teren specjalnie otwartej dla niego nekropolii rządową limuzyną. Grupa złamała tym samym restrykcje narzucone wówczas przez rząd. Bezpośrednią reakcją na wydarzenie był wydany 8 maja 2020 singiel piosenkarza Kazika Staszewskiego pt. Twój ból jest lepszy niż mój. 15 maja 2020 piosenka znalazła się na pierwszym miejscu 1998. notowania listy przebojów Programu Trzeciego, które następnie zostało unieważnione przez dyrekcję Polskiego Radia Programu III. Obserwatorzy uznali zdarzenie za przejaw cenzury, a Kazik zażądał wycofania swojego utworu z notowania listy przebojów Programu Trzeciego. W reakcji na wydarzenie z radiowej Trójki w geście protestu odeszli m.in. od lat związani z rozgłośnią Marek Niedźwiecki, Piotr Metz i Piotr Kaczkowski.
Dom Jarosława Kaczyńskiego na warszawskim Żoliborzu jest głównym celem protestów i demonstracji opozycyjnych. W latach 2020–2021 podczas protestów przeciwko zaostrzeniu przepisów dotyczących aborcji, dom Kaczyńskiego przez całą dobę był chroniony przez funkcjonariuszy Policji. Ponadto budynek chronił kordon kilkudziesięciu radiowozów.
Jarosław Kaczyński podczas pracy w Sejmie korzysta z usług prywatnej firmy ochroniarskiej Grom Grup, mimo obecności w tym gmachu Straży Marszałkowskiej, oraz przysługującej mu ochrony BOR/SOP.
Roman Giertych złożył w lipcu 2024 w prokuraturze zawiadomienie o możliwości popełnienia przez Kaczyńskiego przestępstwa polegającego na niepowiadomieniu organów ścigania o tym, że Fundusz Sprawiedliwości może być wykorzystywany na cele wyborcze.
6 marca 2025 roku w Sejmie RP przegłosowano odebranie immunitetu poselskiego Jarosławowi Kaczyńskiemu w związku z przesłuchaniem przed komisją śledczą ds. Pegasusa. Za uchyleniem immunitetu Kaczyńskiemu głosowało 236 posłów, przeciw było 200, a 3 osoby wstrzymały się od głosu.

## Książki
- Polska naszych marzeń, Wydawnictwo: Drukarnia Akapit, 2011, ISBN 978-83-7825-000-5.
- Porozumienie przeciw monowładzy. Z dziejów PC, Wydawnictwo: Zysk i S-ka, 2016, ISBN 978-83-778-5961-2[141].

Udzielił kilku wywiadów-rzek, opublikowanych w książkach:
- Odwrotna strona medalu. Z Jarosławem Kaczyńskim rozmawia Teresa Bochwic, Oficyna Wydawnicza „Most”, Wydawnictwo Verba, Warszawa 1991, ISBN 83-85061-18-5.
- Lewy czerwcowy (autorzy: Jacek Kurski, Jarosław Kaczyński, Piotr Semka), Wydawnictwo: Editions Spotkania, Warszawa 1992, ISBN 83-85195-88-2.
- Czas na zmiany: z Jarosławem Kaczyńskim rozmawiają Michał Bichniewicz i Piotr M. Rudnicki, Wydawnictwo: Editions Spotkania, Warszawa 1993, ISBN 83-85195-99-8.
- O dwóch takich... Alfabet braci Kaczyńskich, autorzy: Michał Karnowski, Piotr Zaremba, Wydawnictwo: M, 2006, ISBN 83-7221-789-0.

Piotr Zaremba napisał jego biografię:
- O jednym takim... Biografia Jarosława Kaczyńskiego, autor: Piotr Zaremba, Wydawnictwo Czerwone i Czarne, 2010, ISBN 978-83-7700-006-9.
- Recydywa? Lewy czerwcowy po 24 latach (autorzy: Jarosław Kaczyński, Piotr Semka), Wydawnictwo: Editions Spotkania, Warszawa 2016, ISBN 978-83-7965-176-4.

## Wyniki wyborcze
| Wybory | Komitet wyborczy     | Komitet wyborczy                                                            | Organ             | Okręg             | Wynik              |
| ------ | -------------------- | --------------------------------------------------------------------------- | ----------------- | ----------------- | ------------------ |
| 1989   |                      | Komitet Obywatelski „Solidarność”                                           | Senat I kadencji  | woj. elbląskie    | 92 595 (57,98%)    |
| 1991   |                      | Porozumienie Obywatelskie Centrum                                           | Sejm I kadencji   | nr 1              | 50 701 (7,05%)     |
| 1993   | Porozumienie Centrum | Sejm II kadencji                                                            | nr 1              | 48 201 (6,06%)    |                    |
| 1997   |                      | Ruch Odbudowy Polski                                                        | nr 1              | Sejm III kadencji | 8107 (1,02%)       |
| 2001   |                      | Prawo i Sprawiedliwość                                                      | Sejm IV kadencji  | nr 19             | 144 343 (19,65%)   |
| 2005   | Sejm V kadencji      | Prawo i Sprawiedliwość                                                      | 171 129 (22,55%)  | nr 19             |                    |
| 2007   | Sejm VI kadencji     | Prawo i Sprawiedliwość                                                      | 273 684 (23,88%)  | nr 19             |                    |
| 2010   |                      | KW Kandydata na Prezydenta Rzeczypospolitej Polskiej Jarosława Kaczyńskiego | Prezydent RP      | Prezydent RP      | 6 128 255 (36,46%) |
| 2010   | 7 919 134 (46,99%)   | KW Kandydata na Prezydenta Rzeczypospolitej Polskiej Jarosława Kaczyńskiego | Prezydent RP      | Prezydent RP      |                    |
| 2011   |                      | Prawo i Sprawiedliwość                                                      | Sejm VII kadencji | nr 19             | 202 297 (19,88%)   |
| 2015   | Sejm VIII kadencji   | Prawo i Sprawiedliwość                                                      | 202 424 (18,48%)  | nr 19             |                    |
| 2019   | Sejm IX kadencji     | Prawo i Sprawiedliwość                                                      | 248 935 (18,01%)  | nr 19             |                    |
| 2023   | Sejm X kadencji      | Prawo i Sprawiedliwość                                                      | nr 33             | 177 228 (26,89%)  |                    |

## Odznaczenia i wyróżnienia
Odznaczenia
- 2013: Order Zwycięstwa Świętego Jerzego (Gruzja)[148]
- 2022: Order Księcia Jarosława Mądrego II klasy (Ukraina)[149][150]

Wyróżnienia
- 2004[151], 2015[152], 2019[153]: Człowiek Roku „Gazety Polskiej”
- 2005[154], 2015[155]: Człowiek Roku tygodnika „Wprost”
- Tytuł Człowieka Roku 2005, przyznany przez Federację Regionalnych Związków Gmin i Powiatów RP (wspólnie z Donaldem Tuskiem)
- 2015: Człowiek Roku 2014 Forum Ekonomicznego w Krynicy[156]
- 2016[157], 2021[158] „Człowiek Wolności” tygodnika „W Sieci”
- 2018: nagroda 25-lecia „Gazety Polskiej” (wspólnie z Lechem Kaczyńskim)[159][160]

## Życie prywatne
Jest kawalerem. Mieszka w domu przy ulicy Adama Mickiewicza na warszawskim Żoliborzu. Znany z zamiłowania do kotów (obecnie posiada kotkę Fionę i kota Czarusia). Brat bliźniak Lecha Kaczyńskiego. Jego bratanicą jest Marta Kaczyńska.
Pradziadek Jarosława po mieczu, Piotr Kaczyński (1857–?) był oficerem carskiej armii, zasłużonym w wojnie turecko-rosyjskiej . Pochodził z rodziny szlacheckiej Kaczyńskich herbu Pomian, wywodzącej się z Kaczyna Starego i Kaczyna-Herbasów w ziemi łomżyńskiej. Piotr żonaty był z Zofią z Gutkowskich (ok. 1861–?), a z ich małżeństwa urodził się Aleksander, dziadek Jarosława. Aleksander był urzędnikiem kolejowym, zaś jego żona Franciszka, babcia Jarosława, miała spory majątek pod Odessą . Tuż po ślubie , dziadkowie Jarosława osiedlili się w Grajewie pod pruską granicą. Tam urodził się ich syn, Rajmund, którego dwójka rodzeństwa: siostra i brat, zmarli w młodości .

## Filmografia
Jarosław Kaczyński wystąpił w fabularnej baśni (razem z bratem bliźniakiem Lechem Kaczyńskim):
- O dwóch takich, co ukradli księżyc (12 listopada 1962), reżyseria: Jan Batory[171].
- Jest bohaterem filmu dokumentalnego: Lider (26 września 2011)[172].

## W kulturze masowej

### Film
W latach 2017–2019 głównym bohaterem polskiego politycznokomediowego serialu internetowego Ucho Prezesa był przywódca pewnej partii wzorowany na osobie Jarosława Kaczyńskiego. W postać tę wcielił się twórca serialu Robert Górski. Akcja rozgrywa się głównie w gabinecie tytułowego prezesa, przy ulicy Nowogrodzkiej w Warszawie, gdzie przyjmuje on różnych gości. Najczęściej są nimi politycy obozu rządzącego, którym wydaje polecenia lub słucha ich sprawozdań z podejmowanych działań. Adam Bielan poinformował, że Jarosław Kaczyński wkrótce po premierze dwóch pierwszych odcinków obejrzał je i nie miał zastrzeżeń do przedstawionych postaci, w tym do siebie samego. Kaczyński zwrócił jedynie uwagę, że w serialu błędnie pokazano, że jego kot pije mleko, podczas gdy dorosłe koty tego nie robią.
W telewizyjnym programie satyrycznym emitowanym w latach 1991–1994 Polskie zoo Marcina Wolskiego Jarosław Kaczyński został przedstawiony jako chomik. Razem z czołowymi politykami początku XXI wieku był bohaterem serialu animowanego Saloon gier (emisja: w 2005 w TVP i w 2008 w Polsacie). Bywał wielokrotnie parodiowany w kabaretach, m.in. w programie Rozmowy w tłoku (2006–2011; od III do XII serii) Szymona Majewskiego, gdzie w jego postać wcielał się Michał Zieliński.
Postać inspirowana osobą Jarosława Kaczyńskiego pojawiła się także w filmie Polityka (2019) w reżyserii Patryka Vegi. W rolę „Prezesa” wcielił się Andrzej Grabowski.

### Muzyka
Postać Jarosława Kaczyńskiego często wykorzystywali znani polscy muzycy.
Animowana postać Kaczyńskiego pojawiła się obok wielu innych postaci ze świata polityki w teledysku do piosenki Macieja Maleńczuka pt. Fajnie z albumu The Ant. Kaczyński jest w nim przedstawiony w dwóch postaciach – jako matrioszka mówiąca jego znane cytaty oraz w telewizorze, jako Wojciech Jaruzelski ogłaszający wprowadzenie stanu wojennego.
Krytykująca rządy Prawa i Sprawiedliwości piosenka Pislam Tymona Tymańskiego z albumu Paszkwile ukazuje Kaczyńskiego w teledysku.
Singiel Kazika Staszewskiego z jego płyty Zaraza pt. Twój ból jest lepszy niż mój jest bezpośrednim nawiązaniem do wizyty Kaczyńskiego, na zamkniętym z powodu pandemii COVID-19 Cmentarzu Powązkowskim, w 10. rocznicę katastrofy smoleńskiej w sytuacji, gdy w tym czasie inne osoby nie miały możliwości odwiedzić grobów swoich bliskich na tej nekropolii.
Utwór Prezes Michała Wiśniewskiego stanowi atak na osobę Kaczyńskiego, choć w tekście nie pada jego nazwisko.
Piosenka Twierdza 2020 zespołu Big Cyc opowiada o Kaczyńskim, którego nagrania pojawiają się w teledysku.
Teledysk do piosenki Kazika Staszewskiego i grupy Satori Oddział Beznadziejnych Przypadków ukazuje postać stylizowaną na Kaczyńskiego grającą w szachy, podczas gdy dookoła padają martwi lekarze. Utwór atakuje działania rządu PiS wobec pandemii COVID-19 oraz oskarżaną o propagandę TVP.

### Komiks
Jarosław Kaczyński jest pierwowzorem epizodycznej postaci Bullduck’a, członka gangu motocyklowego z miasteczka Twinducks, w komiksie Funky Koval „Wbrew sobie”. Postać Jarosława Kaczyńskiego pojawia się także w komiksach Likwidator – Prawda smoleńska, Likwidator kontra Kaczystan i Likwidator kontra Dobra Zmiana z serii Likwidator Ryszarda Dąbrowskiego.